# Беркаль Кирило Олександрович
Кири́ло Олекса́ндрович Берка́ль (нар. 8 травня 1988) — військовослужбовець Збройних Сил України, учасник російсько-української війни.

## Життєпис
Народився 8 травня 1988 у м. Києві.
Вищу освіту здобув у Національному авіаційному університеті за фахом «міжнародне право, кримінологія міжнародного тероризму» і паралельно закінчив військову кафедру.
Працював у Таїланді, звідки повернувся до України в 2014 році та долучився до «Азову». У 2014 р. пройшов вишкіл Військової школи імені Євгена Коновальця. Згодом — командир 2-го батальйону «Азову» та керівник Військової школи ім. Є. Коновальця. У 2015 брав участь у Павлопіль-Широкинській операції — був польовим командиром, під керівництвом якого звільнили і утримали Широкине.
Російське вторгнення в Україну у 2022 зустрів у Маріуполі у складі «Азову» де тримав до останнього оборону міста — спочатку в районі Металургійного комбінату імені Ілліча, згодом — на Азовсталі. Разом з іншими захисниками потрапив у російський полон. 21 вересня 2022 року в рамках обміну був визволений із полону.
Після обміну знову повернувся до військової служби. Станом на 2023 рік — начальник відділу бойової підготовки 3-ї окремої штурмової бригади.

## Нагороди
- Орден «За мужність» III ступеня (13.10.2022) — за особисту мужність і самовідданість, виявлені у захисті державного суверенітету та територіальної цілісності України, бездоганне служіння Українському народові, вірність військовій присязі.[3]
- Медаль «За військову службу Україні»[1].